# Susan Taubes
Susan Taubes (született: Feldmann Judit Zsuzsanna; Budapest, 1928. január 12. – New York, 1969. november 6.) magyar származású amerikai író.
Taubes Budapesten, Magyarországon született zsidó családban. Nagyapja, Feldmann Mózes (1860–1927) a megosztott pesti magyar rabbinátus neológ ágának vezetője volt, édesapja Feldmann Sándor (1889/90–1972) Ferenczi Sándor iskolájának pszichoanalitikusa volt, bár 1923-ban összevesztek egymással.
Taubes élete során szenvedett az irodalmi világ nőgyűlöletétől. Hugh Kenner kritikus, aki a New York Timesban ismertette „Válás” (Divorcing) című könyvét, úgy utasította el őt, mint „más írók ruháit viselő gyorsan változó művészt”. Taubes négy nappal Kenner recenziójának megjelenése után fulladt meg, és megkezdődött a munkájának újraértékelése. 2003-ban a berlini Leibniz Irodalmi és Kulturális Kutatási Központ Taubes archívumot hozott létre, amelyben életét „történetként írja le, amelyben a zsidó száműzetés találkozik a női intellektualizmussal”. 2020-ban jelent meg Christina Pareigis intellektuális életrajza Taubesről, és a New York Review Books ugyanabban az évben újra kiadta a Divorcing című könyvet, ami elismerő kritikákat kapott. 2023-ban a New York Review of Books első ízben adta ki Taubes „Lament for Julia” című novelláját kilenc másik novellával együtt.

## Életrajza
1939-ben Susan Feldmann apjával (de anyja, Marion Batory nélkül) emigrált az Egyesült Államokba. A Bryn Mawr College-ban tanult, majd a Harvardon doktorált, és PhD disszertációját írta a The Absent God. A Study of Simone Weil címmel Paul Tillich felügyelete alatt, filozófiáról és vallásról.
Jacob Taubes filozófus és judaista tudós volt első házastársa. A pár mindkét tagja vallást tanított a Columbia Egyetemen 1960 és 1969 között. Két gyermekük született: Ethan (szül. 1953) és Tania (szül. 1956).
Az 1960-as évek közepén az irodalommal és a színpaddal is foglalkozott: tagja volt a The Open Theatre-nek és egy Susan Sontag körüli írócsoportnak.
Összeállította az 1963-ban New Yorkban leánykori nevén megjelent African Myths and Tales (Afrikai mítoszok és mesék) c. regényét, és 1969-ben adta ki első regényét, a Divorcing-ot (Válás). Taubes röviddel a megjelenés után öngyilkos lett, megfulladt Long Island mellett, East Hamptonban. A holttestét Susan Sontag azonosította.
Számos irodalmi szöveget hagyott hátra, többségüket kiadatlanul, valamint több éves levelezést Jacob Taubes-szel és a filozófia és a vallás más kiemelkedő alakjaival. Öröksége nagy részét évekkel halála után fedezték fel, 2001-ben Berlinbe szállították, ahol Sigrid Weigel megalapította a Susan Taubes Archivumot a berlini központú Zentrum für Literatur- und Kulturforschung/ZfL-ben (Irodalom- és Kultúrakutatási Központ) és Christina Pareigis-szel együtt dolgoztak Susan Taubes írásainak kiadásán. 2021-ben Pareigis kiadta Susan Taubes szellemi életrajzát.
2024-ben az Atlantic Magazine felvette a Válást a "The Great American Novels" listájára, és "újrafelfedezett remekműként, nyers, szellemes és teljesen eredeti regényként írta le".

## További irodalom
A Stanford University Press kiadásában 2023-ban jelenik meg Susan Taubes gondolatainak első jelentősebb tanulmánya Elliot R. Wolfsontól, The Philosophic Pathos of Susan Taubes: Between Nihilism and Hope (Susan Taubes filozófiai pátosza: A nihilizmus és a remény között) címmel.

## Magyarul megjelent
- Elválás (Divorcing) – Open Books, Budapest, 2022 · ISBN 9789635721450 · fordította: Lázár Júlia
- Julia siratása (Lament for Julia) – Open Books, Budapest, 2024 · ISBN 9789635721948 · fordította: Dési András

## Fordítás
- Ez a szócikk részben vagy egészben  a   Susan Taubes című angol Wikipédia-szócikk fordításán alapul.  Az eredeti cikk szerkesztőit annak laptörténete sorolja fel. Ez a jelzés csupán a megfogalmazás eredetét és a szerzői jogokat jelzi, nem szolgál a cikkben szereplő információk forrásmegjelöléseként.